# Jannik Hansen
Jannik Hansen (* 15. března 1986 Rødovre) je bývalý dánský hokejový útočník, který naposledy hrál v dresu CSKA Moskva v KHL.

## Hráčská kariéra
Hansen začal hrát profesionálně lední hokej ve věku 16 let, když nejprve nastupoval v dánské lize za mužstvo Rødovre Mighty Bulls a posléze ve švédských juniorských soutěžích za tamní Malmö Redhawks. V Rødovre působil tři sezóny, během nichž byl vybrán v draftu v roce 2004 na 287. místě kanadským týmem Vancouver Canucks. Rok po jeho výběru se přesunul do Severní Ameriky, kde působil jednu sezónu v tamní juniorské lize Western Hockey League (WHL) za mužstvo Portland Winterhawks. V sezóně 2006/07 začal hrát American Hockey League (AHL) na farmě Canucks v Manitoba Moose. Tu sezónu, byl z farmy povolán do prvního týmu Canucks, za který nastoupil v National Hockey League (NHL). Později se stal prvním dánským hokejistou, který zaznamenal bod v playoff NHL. Po dalším působení v Manitobě se Hansen na plno prosadil v týmu Canucks.
Na mezinárodní úrovni působil Hansen za dánský národní tým na čtyřech světových šampionátech. Na juniorské úrovni reprezentoval Dánsko jak v kategorii do 18 let, tak i v kategorii do 20 let.

## Klubové statistiky
| Sezona     | Klub                  | Soutěž     | Základní část | Základní část | Základní část | Základní část | Základní část | Play off | Play off | Play off | Play off | Play off |
| Sezona     | Klub                  | Soutěž     | Z             | G             | A             | B             | TM            | Z        | G        | A        | B        | TM       |
| ---------- | --------------------- | ---------- | ------------- | ------------- | ------------- | ------------- | ------------- | -------- | -------- | -------- | -------- | -------- |
| 2002/03    | Rødovre Mighty Bulls  | DEN        | 15            | 0             | 0             | 0             | 0             | —        | —        | —        | —        | —        |
| 2002/03    | Malmö Redhawks        | Swe-U18    | 8             | 7             | 7             | 14            | 2             | 2        | 2        | 0        | 2        | 0        |
| 2002/03    | Malmö Redhawks        | J20        | 4             | 1             | 0             | 1             | 0             | 1        | 0        | 0        | 0        | 0        |
| 2003/04    | Rødovre Mighty Bulls  | DEN        | 35            | 12            | 7             | 19            | 48            | —        | —        | —        | —        | —        |
| 2004/05    | Rødovre Mighty Bulls  | DEN        | 32            | 17            | 17            | 34            | 40            | 5        | 3        | 1        | 4        | 24       |
| 2005/06    | Portland Winter Hawks | WHL        | 64            | 24            | 40            | 64            | 67            | 12       | 7        | 6        | 13       | 16       |
| 2006/07    | Manitoba Moose        | AHL        | 72            | 12            | 22            | 34            | 38            | 6        | 0        | 0        | 0        | 2        |
| 2006/07    | Vancouver Canucks     | NHL        | —             | —             | —             | —             | —             | 10       | 0        | 1        | 1        | 4        |
| 2007/08    | Manitoba Moose        | AHL        | 50            | 21            | 22            | 43            | 22            | 6        | 2        | 2        | 4        | 0        |
| 2007/08    | Vancouver Canucks     | NHL        | 5             | 0             | 0             | 0             | 2             | —        | —        | —        | —        | —        |
| 2008/09    | Manitoba Moose        | AHL        | 2             | 1             | 0             | 1             | 2             | —        | —        | —        | —        | —        |
| 2008/09    | Vancouver Canucks     | NHL        | 55            | 6             | 15            | 21            | 37            | 2        | 0        | 0        | 0        | 0        |
| 2009/10    | Vancouver Canucks     | NHL        | 47            | 9             | 6             | 15            | 18            | 12       | 1        | 2        | 3        | 4        |
| 2009/10    | Manitoba Moose        | AHL        | 5             | 0             | 2             | 2             | 5             | —        | —        | —        | —        | —        |
| 2010/11    | Vancouver Canucks     | NHL        | 82            | 9             | 20            | 29            | 32            | 25       | 3        | 6        | 9        | 18       |
| 2011/12    | Vancouver Canucks     | NHL        | 82            | 16            | 23            | 39            | 34            | 5        | 1        | 0        | 1        | 14       |
| 2012/13    | Tappara               | SM-l       | 20            | 7             | 10            | 17            | 43            | —        | —        | —        | —        | —        |
| 2012/13    | Vancouver Canucks     | NHL        | 47            | 10            | 17            | 27            | 8             | 4        | 0        | 0        | 0        | 2        |
| 2013/14    | Vancouver Canucks     | NHL        | 71            | 11            | 9             | 20            | 43            | —        | —        | —        | —        | —        |
| 2014/15    | Vancouver Canucks     | NHL        | 81            | 16            | 17            | 33            | 27            | 6        | 2        | 2        | 4        | 0        |
| 2015/16    | Vancouver Canucks     | NHL        | 67            | 22            | 16            | 38            | 32            | —        | —        | —        | —        | —        |
| 2016/17    | Vancouver Canucks     | NHL        | 28            | 6             | 7             | 13            | 27            | —        | —        | —        | —        | —        |
| 2016/17    | San Jose Sharks       | NHL        | 15            | 2             | 5             | 7             | 6             | 0        | 1        | 1        | 1        | 0        |
| 2017–18    | San Jose Sharks       | NHL        | 46            | 2             | 12            | 14            | 15            | —        | —        | —        | —        | —        |
| 2018–19    | HC CSKA Moskva        | KHL        | 45            | 7             | 11            | 18            | 12            | 9        | 1        | 2        | 3        | 2        |
| NHL celkem | NHL celkem            | NHL celkem | 626           | 109           | 147           | 256           | 282           | 70       | 7        | 12       | 19       | 42       |

### Reprezentační statistiky
| 2002            | Dánsko 18       | MS18 (Div I)    | 4  | 0  | 0  | 0  | 2  |
| 2003            | Dánsko 18       | MS18 (Div I)    | 5  | 2  | 5  | 7  | 14 |
| 2004            | Dánsko 18       | MS18            | 6  | 3  | 4  | 7  | 32 |
| 2004            | Dánsko 20       | MSJ (Div I)     | 3  | 0  | 1  | 1  | 12 |
| 2005            | Dánsko 20       | MSJ (Div I)     | 5  | 4  | 1  | 5  | 8  |
| 2005            | Dánsko          | MS              | 4  | 0  | 0  | 0  | 2  |
| 2006            | Dánsko 20       | MSJ (Div I)     | 4  | 3  | 1  | 4  | 16 |
| 2006            | Dánsko          | MS              | 6  | 2  | 0  | 2  | 6  |
| 2008            | Dánsko          | MS              | 6  | 2  | 2  | 4  | 0  |
| 2012            | Dánsko          | MS              | 6  | 0  | 2  | 2  | 29 |
| 2014            | Dánsko          | MS              | 7  | 2  | 2  | 4  | 2  |
| 2016            | Dánsko          | MS              | 8  | 2  | 2  | 4  | 2  |
| 2016            | Výběr Evropy    | SP              | 6  | 0  | 1  | 1  | 0  |
| 2018            | Dánsko          | MS              | 4  | 0  | 0  | 0  | 0  |
| Junioři celkově | Junioři celkově | Junioři celkově | 27 | 12 | 12 | 24 | 84 |
| Senioři celkově | Senioři celkově | Senioři celkově | 47 | 8  | 9  | 17 | 41 |